# Alejandra Villarreal
Pour les articles homonymes, voir Villarreal.
 (août 2024).
La mise en forme du texte ne suit pas les recommandations de Wikipédia : il faut le « wikifier ».
Les points d'amélioration suivants sont les cas les plus fréquents. Le détail des points à revoir est peut-être précisé sur la page de discussion.
- Les titres sont pré-formatés par le logiciel. Ils ne sont ni en capitales, ni en gras.
- Le texte ne doit pas être écrit en capitales (les noms de famille non plus), ni en gras, ni en italique, ni en « petit »…
- Le gras n'est utilisé que pour surligner le titre de l'article dans l'introduction, une seule fois.
- L'italique est rarement utilisé : mots en langue étrangère, titres d'œuvres, noms de bateaux, etc.
- Les citations ne sont pas en italique mais en corps de texte normal. Elles sont entourées par des guillemets français : « et ».
- Les listes à puces sont à éviter, des paragraphes rédigés étant largement préférés. Les tableaux sont à réserver à la présentation de données structurées (résultats, etc.).
- Les appels de note de bas de page (petits chiffres en exposant, introduits par l'outil «  Source ») sont à placer entre la fin de phrase et le point final[comme ça].
- Les liens internes (vers d'autres articles de Wikipédia) sont à choisir avec parcimonie. Créez des liens vers des articles approfondissant le sujet. Les termes génériques sans rapport avec le sujet sont à éviter, ainsi que les répétitions de liens vers un même terme.
- Les liens externes sont à placer uniquement dans une section « Liens externes », à la fin de l'article. Ces liens sont à choisir avec parcimonie suivant les règles définies. Si un lien sert de source à l'article, son insertion dans le texte est à faire par les notes de bas de page.
- La présentation des références doit suivre les conventions bibliographiques. Il est recommandé d'utiliser les modèles {{Ouvrage}}, {{Chapitre}}, {{Article}}, {{Lien web}} et/ou {{Bibliographie}}. Le mode d'édition visuel peut mettre en forme automatiquement les références.
- Insérer une infobox (cadre d'informations à droite) n'est pas obligatoire pour parachever la mise en page.

Pour une aide détaillée, merci de consulter Aide:Wikification.
Si vous pensez que ces points ont été résolus, vous pouvez retirer ce bandeau et améliorer la mise en forme d'un autre article.
Alejandra Villarreal Vélez (née le 13 décembre 2004) est une musicienne mexicaine. Elle est la bassiste, choriste, pianiste et autrice-compositrice du groupe The Warning.

## Vie et carrière
Alejandra est née à Monterrey, au Mexique.
Dès sa plus tendre enfance, elle a participé à des cours d'éveil musical et de danse. À l'âge de six ans, elle a commencé des cours de piano.
En 2012, elle commence des cours de basse, après s'être intéressée à l'instrument en regardant des enregistrements de concerts avec sa famille. Après un mois de jeu, elle a fait sa première sortie avec ses sœurs, jouant en groupe lors d'une fête de Noël mexicaine connue sous le nom de Posadas à leur école.
L'année suivante, avec ses sœurs Daniela et Paulina, le groupe sera officiellement nommé The Warning.
Des vidéos du groupe répétant et interprétant des reprises ont été publiées sur YouTube pour être partagées avec les membres de la famille. En 2014, leur reprise de Enter Sandman de Metallica est devenue virale, totalisant désormais plus de 25 millions de vues.
Le professeur de basse d'Alejandra, Pablo González Sarre (bassiste de Los Claxons), a encouragé les trois sœurs à explorer l'écriture et la composition musicale,.
Le premier single du groupe, Free Falling, est sorti le 24 mars 2015, suivi de leur premier EP, Escape the Mind, le 14 avril 2015.
Grâce à une campagne GoFundMe réussie et à un don du Ellen DeGeneres Show, la famille a pu financer la participation des trois sœurs à un programme de formation de 5 semaines au Berklee College of Music. Alejandra a bénéficié d'une dispense d'âge car l'âge minimum pour le cours était de 14 ans, Alejandra avait 10 ans.

### Famille
Alejandra est la plus jeune sœur de sa famille, ses deux grandes sœurs sont :
- Daniela « Dany » Villarreal Vélez, l'aînée
- Paulina « Pau » Villarreal Vélez, la cadette

## Équipement

### Basses
2012 Alejandra a joué sur une Yamaha TRBX174 rouge dans son école.
2013 - fin 2016 Alejandra a utilisé une basse Mustang Fender Pawn Shop rouge.
Des démonstrations notables de son utilisation de cette basse peuvent être vues dans la reprise virale de 2014 de Enter Sandman de Metallica, lors de la performance du Ellen DeGeneres Show en 2015, pour la présentation « Young Girls Love to Rock » en 2016 et dans le premier clip vidéo de The Warning, XXI Century Blood (2017).
La basse sera plus tard référencé dans le clip vidéo Six Feet Deep (2024) avec une représentation de la jeune Alejandra s'entraînant dans sa chambre.
En 2016, une basse Gibson SG Standard de 2009 a été utilisée pour leur reprise de The Pretender des Foo Fighters.
Fin 2016 - début 2018, Alejandra est passée à l'utilisation d'une basse Fender Mustang PJ blanche.
Des apparitions notables de cette basse sont visibles lors de la présentation « You've been warned! » lors de la TEDx 2017. L'ouverture sur deux soirs pour Def Leppard au Mexique en automne 2017 et pour le spectacle du Dakota Studio Bar à Monterrey (19 janvier 2018).
Au printemps 2018, un fan de The Warning a offert à Alejandra deux guitares basses Spector, une Black Metallic Flake - Euro4 Rachel Bolan signature et une basse White Euro 4LX.
Alejandra parle de l'amélioration de son préampli vers un préampli Spector HAZ US 9v dans une interview qu'elle a menée pour Spector.
La signature Euro4 de Rachel Bolan a été présentée pour la première fois lorsque le groupe a ouvert deux soirs pour The Killers dans leur ville natale de Monterrey, au Mexique. On peut également le voir lors du showcase du groupe pour son deuxième album, Queen of the Murder Scene, qui s'est tenu à l'Auditorio Nacional (Mexico, 25 novembre 2018).
2019, Alejandra a utilisé une basse acoustique Martin BCPA4 pour une série de sessions acoustiques.
Au cours de cette année, Alejandra est devenue une artiste Spector, à l'âge de 15 ans, et s'est jointe à l'équipe Spector pour concevoir sa propre basse signature. Sa guitare basse signature, une Spector NS5-XL personnalisée appelée « Ale's Inferno » , qui lui a été livrée en 2020 lors de la production du troisième album studio de The Warning, Error.
Cette période marque également son passage de la guitare basse à 4 cordes à la guitare basse à 5 cordes.
2021, Alejandra mixerait entre sa signature « Ale's Inferno » aux côtés d'une basse Spector NS-5XL à finition Natural Tan, vue pour la première fois au festival Welcome to Rockville et plus tard dans le clip de More.
Une Black Spector Euro 5LX signature d'Alex Webster fait des apparitions dans des clips vidéo pour Disciple, Martirio et pour le groupe de mariage Las Wawas dans le clip de Qué Más Quieres.
« Ale's Inferno » peut être vu dans de nombreux vidéoclips, tels que Evolve et Choke, également lors de la présentation complète d'Error du groupe au Teatro Metropólitan (Mexico) à l'automne 2022.
Alejandra rendrait la pareille aux guitares donnée à l'automne 2023 en offrant au même fan le premier modèle de production de la guitare basse Spector USA Custom Shop NS-2 Neck-Thru « Ale's Inferno » avec EMG.
2023, une Spector NS-5XL avec finition Hyper Blue reçue en cadeau est devenu sa principale basse live aux côtés de « Ale's Inferno », vue dans l'enregistrement live de Hell You Call a Dream qui s'est tenu au Pepsi Center (Mexico) le 28 octobre 2023, également utilisé lors du voyage de The Warning au Japon en 2024, où ils ont enregistré et tourné un clip vidéo pour Show Them, une collaboration avec Band-Maid.
Les guitares basses d'Alejandra seraient toutes modifiées pour inclure des lumières LED sur le côté du manche, installées par une société britannique, Sims Guitar.

### Cordes
En 2020, Alejandra utilisait des cordes DR pour basse DR Strings HI-Beams 040-100.
2023 lors d'une interview de Gear Masters par Digital Tour Bus elle déclare qu'elle utilise D'Addario NYXL 45-130 .

### Pédalier
- 2016, Alejandra parle de son pedalboard pour Guitar Gear[9].
- 2023, lors de l'interview Gear Masters par Digital Tour Bus elle parle de son pedalboard[8] composé de :  Préampli - Aguilar Tone Hammer, Dark Glass - Microtubes B3K - CMOS Bass Overdrive et Tuner : Peterson StroboStomp HD.